# 12561 Howard
12561 Howard è un asteroide della fascia principale. Scoperto nel 1998, presenta un'orbita caratterizzata da un semiasse maggiore pari a 3,1070249 UA e da un'eccentricità di 0,1308945, inclinata di 0,76751° rispetto all'eclittica.